# Dicamptus brevicornis
Dicamptus brevicornis är en stekelart som beskrevs av Tang 1993. Dicamptus brevicornis ingår i släktet Dicamptus och familjen brokparasitsteklar. Inga underarter finns listade i Catalogue of Life.